# Läkarhuset Odenplan

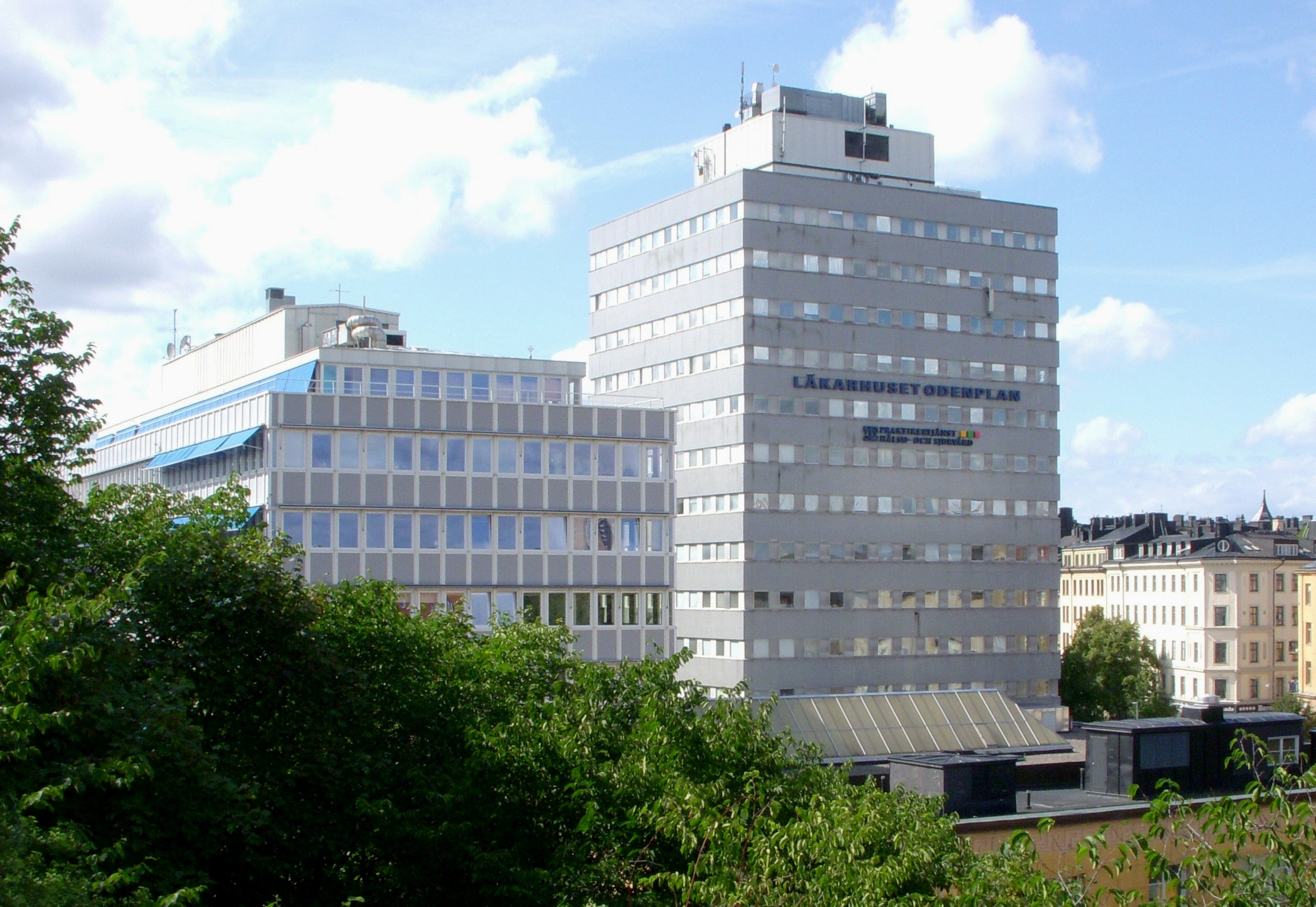
Vy från Observatoriekullen.

Läkarhuset Odenplan är ett kontors- och affärshus i Vasastan, Stockholm med adress Odengatan 69. Huset i kvarteret Spelbomskan färdigställdes 1964 efter ritningar av arkitekterna Sten Lindegren och Stig Ancker. Namnet "Läkarhuset" härrör från de talrika specialistläkarmottagningar som finns i byggnaden. Beställare och byggherre var Lifförsäkrings AB Thule. Huset ägs för närvarande (2019) av fastighetsbolaget Skandia Fastigheter. Byggnaden kommer att rivas 2025-2026, den nya byggnaden beräknas stå färdig år 2029.

## Historik
I början av 1960-talet byggdes så kallade gruppmottagningar i Stockholms nya ytterområden. De enskilda praktiserande läkarna delade där på röntgen- och laboratorieservice vilka de genom den snabba utvecklingen inom området blivit allt mer beroende av. Bygget av en gruppmottagning vid Odenplan planerades i samarbete mellan Stockholms läkarförening, Stockholms stads sjukvårdsstyrelse och byggherren Livförsäkringsaktiebolaget Thule.
Den 9 oktober 1964 invigdes byggnaden som i pressen omnämndes som ”Odenhuset”. Tjugotalet specialister delade på röntgen och laboratorium i de sex av fjorton våningar ovan jord som var reserverade för gruppmottagningen. En gemensam reception inrättades i entréplanet medan övriga plan upptogs av kontorsytor för bland annat ICA-förbundet med ICA:s provkök, Förenade landsortstidningar, Nordiska bokhandeln samt butiker och Göteborgs bank. Byggkostnaden uppgick till 17 miljoner.
Byggnaden ritades av arkitekterna Stig Ancker, Bengt Gate och Sten Lindegren. Läkarhuset var en del av ett större kontors- och affärskomplex i hörnet Odengatan/Norrtullsgatan, som växte upp under 1960-talet i kvarteret Spelbomskan. Fastigheten Spelbomskan 9 avser Läkarhuset med den högre byggnadskroppen mot Odengatan. På en bottenvåningsbyggnad i två plan reser sig Läkarhuset som ett punkthus med ytterligare elva, nästan kvadratiska, våningsplan (totalhöjd 42 meter över markplan). Punkthusets fasader gestaltades av bröstningsband med ett ytskikt av ljusgrå kvadratisk klinker. Man ville i projekteringen undvika de negativa erfarenheter man gjort i Hötorgsskraporna kopplade till solbelysningen och inomhusklimatet. Sensorer byggdes in i fasaderna vilka styrde en automatisk sektionsvis kylning för att skapa en behaglig inomhustemperatur. Fönstren gjordes medvetet låga för att begränsa solinfallet i lokalerna. Lågdelens fasader är klädda med aluminiumkassetter och polerat svart granit.

## Planprocess 2008-
Sedan 2008 pågår planeringsarbeten om ny bebyggelse på Spelbomskan 9 och 12. Syftet är att ge området kring Odenplan en ny utformning och samtidigt höja uthyrbar våningsyta (planinnehåll: kontor 29 000 km² och butiker 13 000 km²). Planprocessen är fortfarande (2011) i startskedet men Stadsbyggnadsnämnden är tveksam till de inkomna förslagen. I sammanträdesprotokollet av den 20 november 2008 sägs det bland annat:
| ” | Det kan tyckas vara ett ekonomiskt slöseri att riva Läkarhuset för att bygga en ny byggnad, men så länge det inte berör skattemedel får givetvis privata fastighetsägare planera en rivning av befintlig byggnad, dock kan inte vilken ny byggnad som helst uppföras på platsen. Den skisserade nybyggnaden på Spelbomskan har en ytterst tveksam utformning och storlek som starkt konkurrerar med det vinnande tävlingsförslaget rörande tillbyggnad av Stadsbiblioteket. | „ |

## Bilder

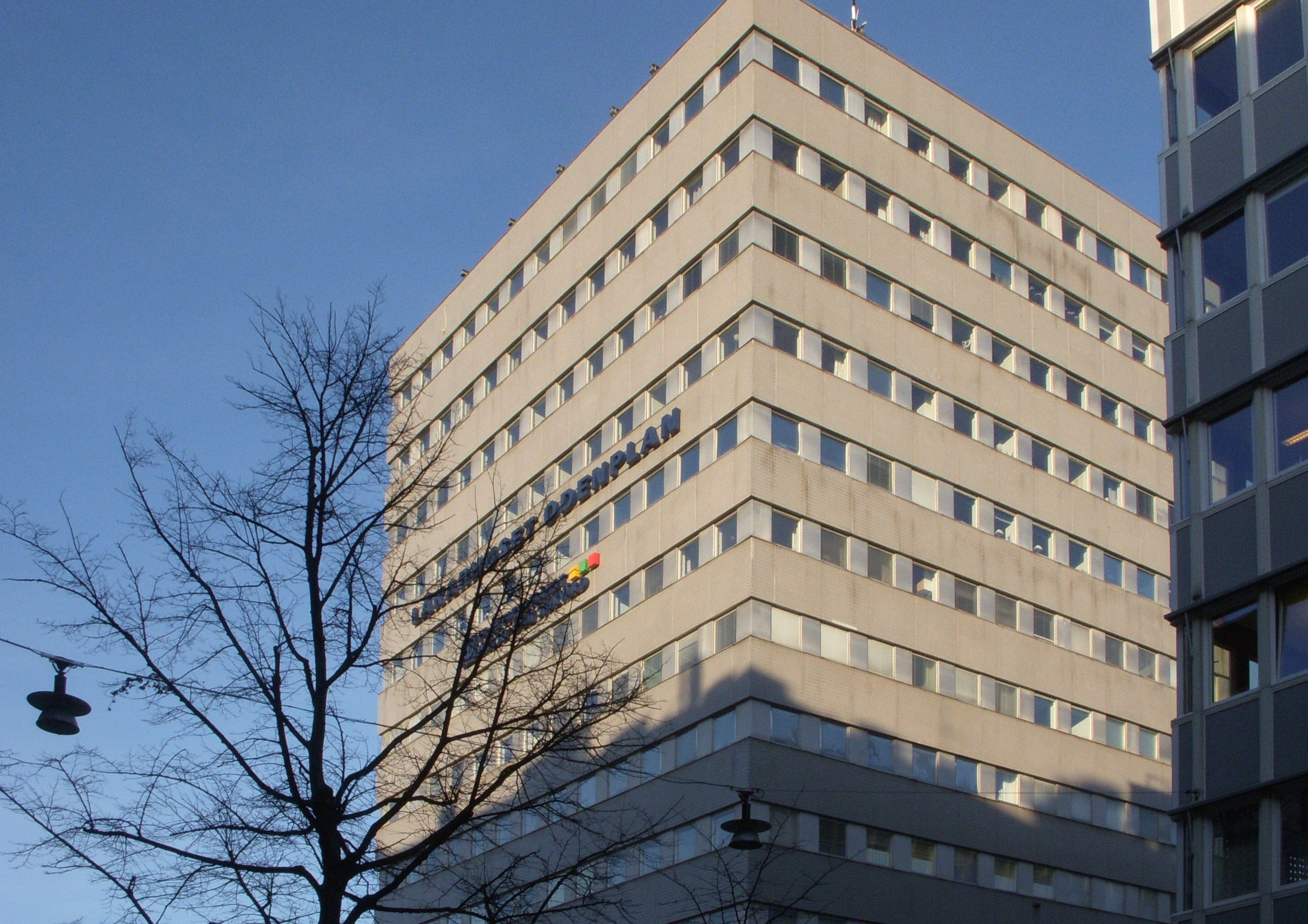
Från Norrtullsgatan
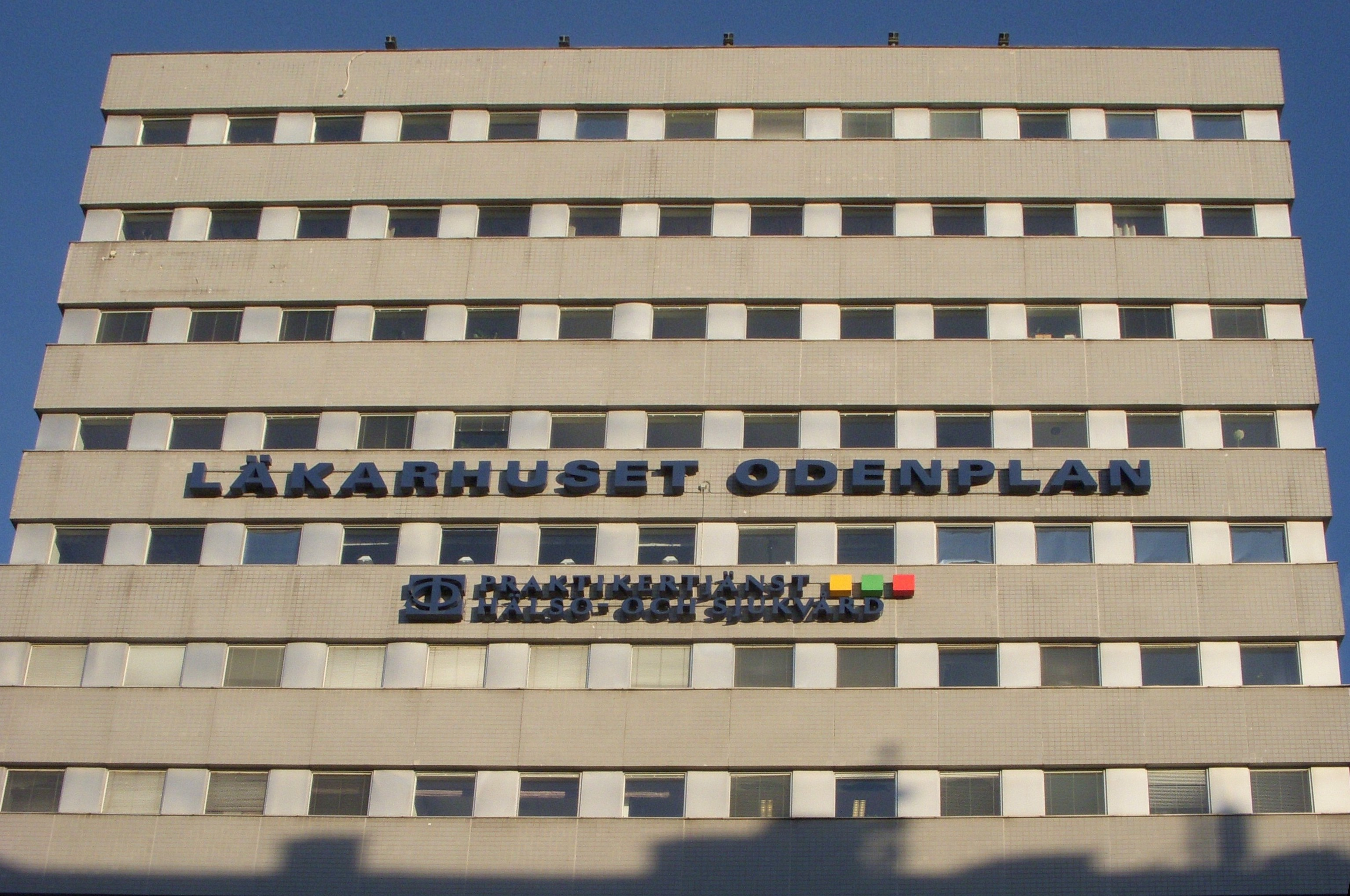
Från Norrtullsgatan
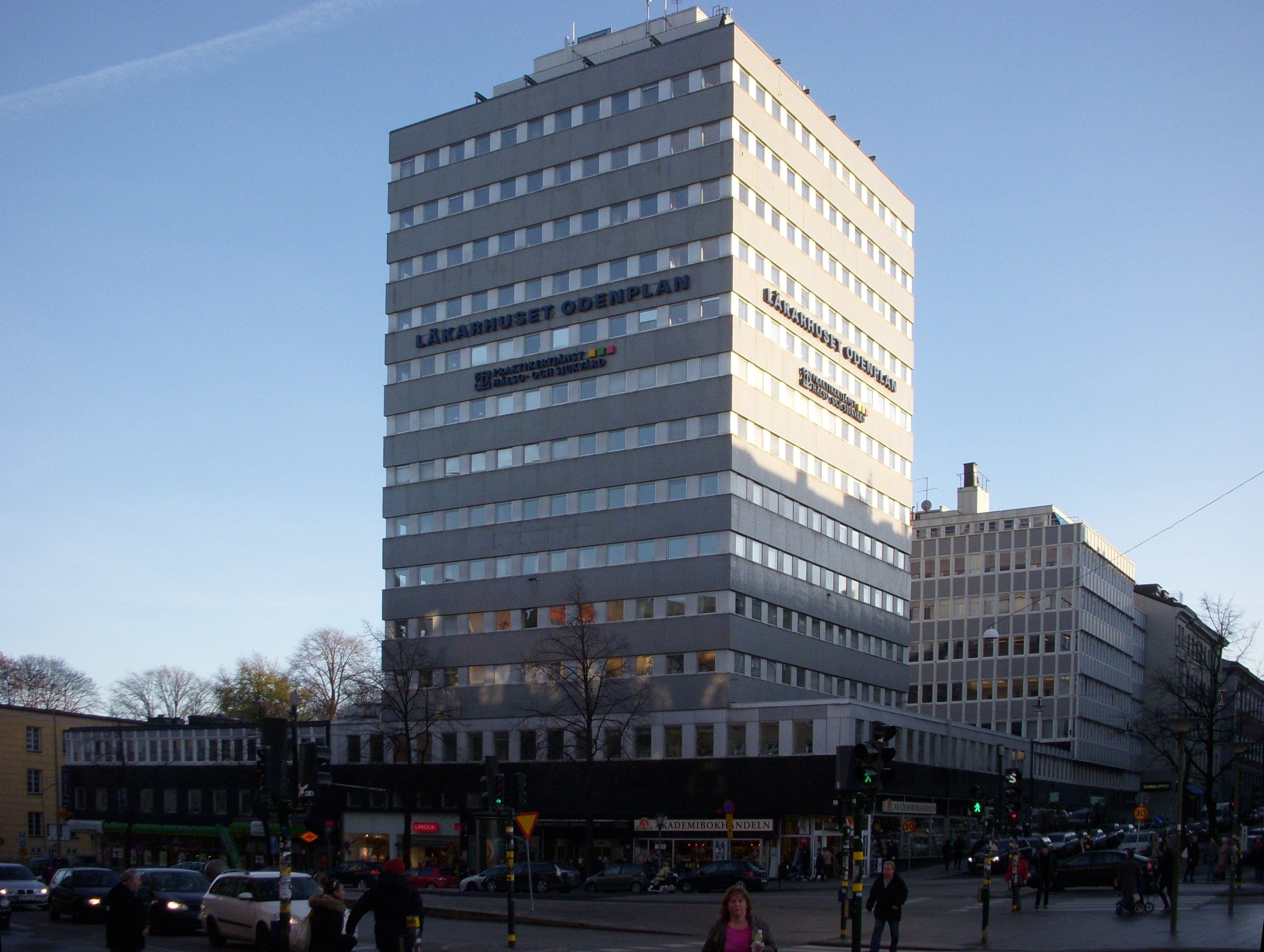
Från Odenplan
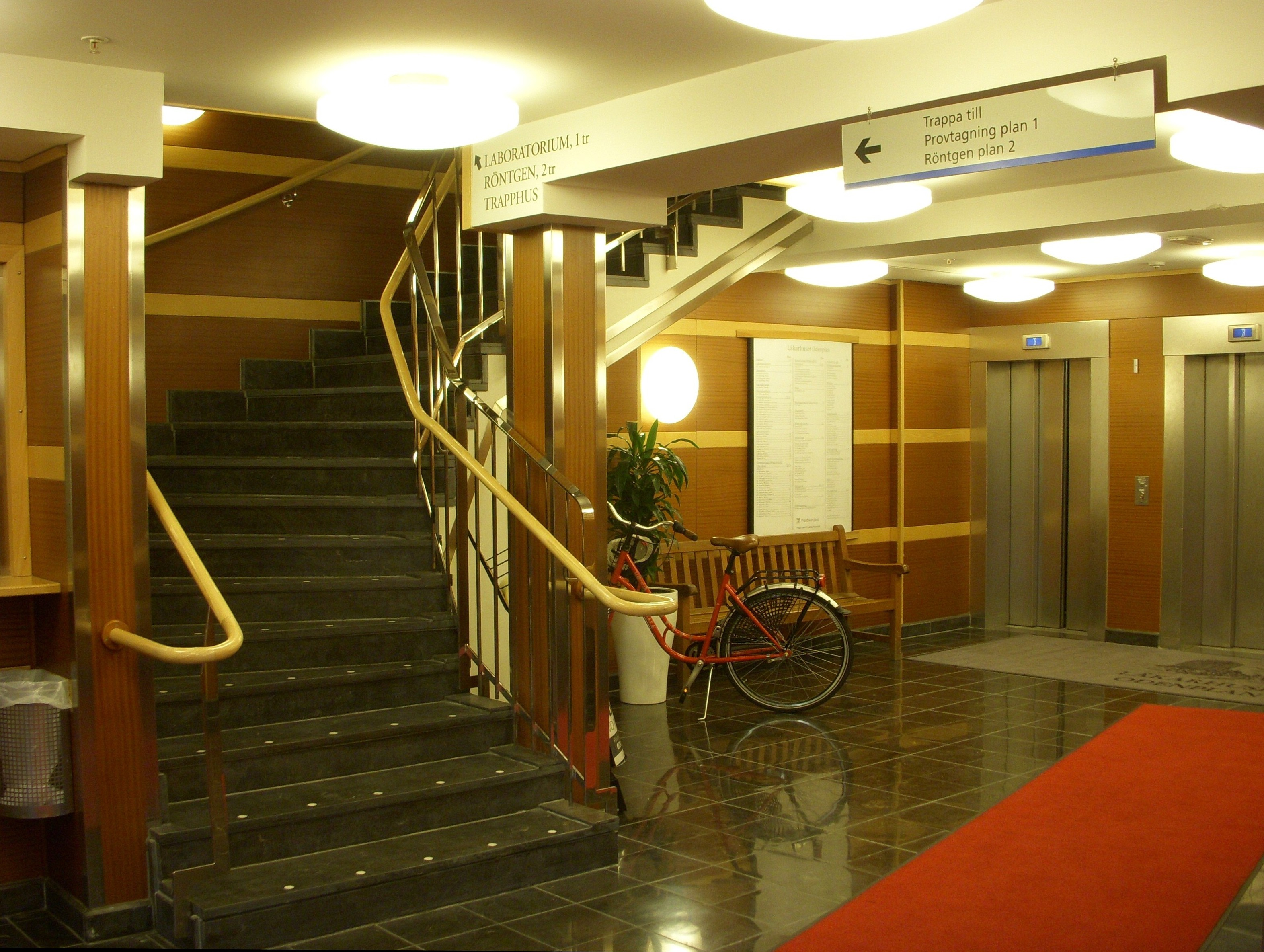
Entréhallen